# Gelanor consequus
Espèce
Synonymes
- Gelanor heraldicus Petrunkevitch, 1925
- Gelanor gertschi Chickering, 1947
- Gelanor depressus Chickering, 1956

Gelanor consequus est une espèce d'araignées aranéomorphes de la famille des Mimetidae.

## Distribution
Cette espèce se rencontre du Mexique à la Bolivie.

## Taxinomie
Les espèces Gelanor heraldicus, Gelanor gertschi et Gelanor depressus ont été placées en synonymie avec Gelanor consequus par Benavides et Hormiga en 2016.

## Publication originale
- O. Pickard-Cambridge, 1902 : Arachnida. Araneida. Biologia Centrali-Americana, Zoology. London, vol. 1, p. 305-316 (texte intégral).